# Gaoqiao (sockenhuvudort i Kina, Jiangxi Sheng, lat 28,61, long 114,21)
Gaoqiao är en sockenhuvudort i Kina. Den ligger i provinsen Jiangxi, i den sydöstra delen av landet, omkring 160 kilometer väster om provinshuvudstaden Nanchang. Antalet invånare är 5 515. Befolkningen består av 2 601 kvinnor och 2 914 män. Barn under 15 år utgör 22,0 %, vuxna 15-64 år 69 %, och äldre över 65 år 8,0 %.
Runt Gaoqiao är det ganska tätbefolkat, med 75 invånare per kvadratkilometer. Närmaste större samhälle är Baisha, 19,2 km sydväst om Gaoqiao. I omgivningarna runt Gaoqiao växer i huvudsak blandskog.
Genomsnittlig årsnederbörd är 2 289 millimeter. Den regnigaste månaden är maj, med i genomsnitt 385 mm nederbörd, och den torraste är oktober, med 57 mm nederbörd.